# Pierrot

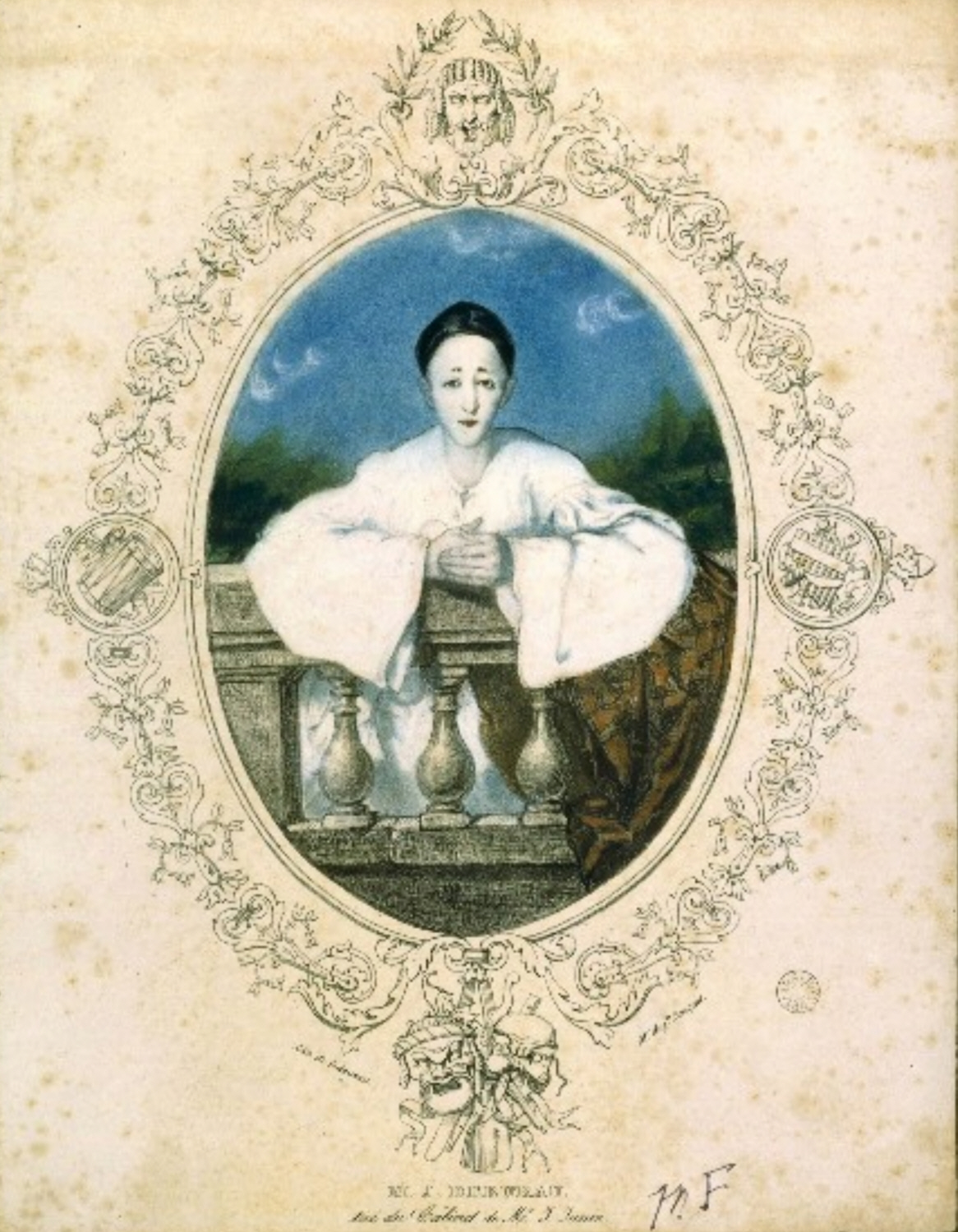
Jean-Gaspard Deburau als Pierrot

Der Pierrot (französische Übersetzung des italienischen Namens im Diminutiv Pedrolino, deutsch: „Peterchen“ oder „Peterle“) ist eine männliche Bühnenfigur, die der Pantomime Jean-Gaspard Deburau in Paris seit 1816 unter anderem aus dem Pedrolino bzw. dem Pagliaccio der Commedia dell’arte und dem Gilles des Pariser Jahrmarktstheaters entwickelt hat. Die weibliche Form des Pierrots lautet Pierrette.

## Geschichte
Figuren, die Pierrot genannt werden, gibt es im französischen Theater schon seit der zweiten Hälfte des 16. Jahrhunderts und entstammen ähnlichen Masken des italienischen Straßen- und Jahrmarkttheaters und der Commedia dell’arte des 15. Jahrhunderts, die durch ihre Gruppen nach Frankreich gekommen sind. Sie sind, ähnlich wie Brighella, Rivalen von Arlecchino, dem späteren Harlekin. Molière nennt in seiner Komödie Dom Juan ou le Festin de pierre (1665) eine ländliche Nebenfigur Pierrot. In der Opéra comique Le tableau parlant (1769) von André-Ernest-Modeste Grétry kommt ein Pierrot als Diener vor. Den älteren Pierrot als Intriganten und Spielverderber gab es auch noch im 19. Jahrhundert (siehe etwa die Wiener Pantomime Der siegende Amor von 1814). Seine herrische, mitunter unsympathische Seite hat sich im Weißclown des Zirkus erhalten.
Deburaus Vorstellungen im Théâtre des Funambules auf dem Boulevard du Temple in Paris, und vor allem ihr Reflex in der Literatur der Zeit, machten seine Figur weltberühmt und zum modernen Inbegriff des Pierrot. Deburaus Pierrot war nicht mehr bösartig, sondern eher bemitleidenswert, überaus sympathisch und eignete sich für Liebhaberrollen. Er war bewusst naiv und melancholisch, weiß geschminkt und in weiße, wallende Gewänder gekleidet. Er war stumm, weil das Theater keine Lizenz für Sprechstücke hatte. Deburau vererbte seine Figur an seinen Sohn Charles. Berühmt wurde das 1854 aufgenommene Foto von Nadar, das Charles Deburau mit einem Fotoapparat zeigt.

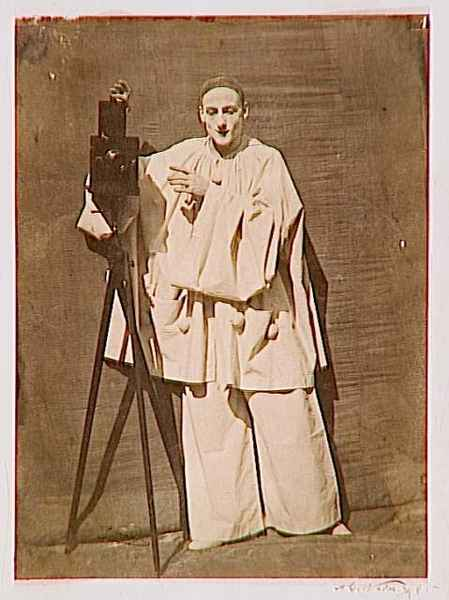
Charles Deburau als „Pierrot photographe“

In Marcel Carnés Film Kinder des Olymp (1943/45) spielt Jean-Louis Barrault Deburau (im Film als „Baptiste Debureau“ [sic!]) und seinen Pierrot. Auch Barraults Kollege Marcel Marceau hat seine Figur Bip an Deburaus Pierrot angelehnt.
Pierrot und Pierrette gehören zu den Hauptfiguren in dem Ballett Harlequinade (oder Les Millions d’Arlequin) von Marius Petipa und Riccardo Drigo, das im Jahr 1900 uraufgeführt wurde.
Der russische Sänger Aleksandr Wertinski hat einen schwarz gekleideten Pierrot erfunden. Richard Hirzel vom Circus Roncalli hat sich den Pierrot zum Vorbild für seine Figur Pic genommen.